# 岩出山池月
岩出山池月（いわでやまいけつき）は、宮城県大崎市の大字で数多の小字を擁する。旧玉造郡池月村、旧玉造郡一栗村池月、旧玉造郡岩出山町池月に相当する。郵便番号は989-6405。大崎市ホームページによると2021年10月1日時点での域内の人口は1,264人、世帯数は535世帯である。宇治川の戦いで有名な名馬である生食の産地として有名である。

## 地理
岩出山池月字は南北で岩出山と、東は岩出山上野目と、西は鳴子温泉と接する。平地は少なく、域内を貫くように流れる江合川の河岸段丘と丘陵地からなっており、その川沿に走る国道108号・JR池月駅を中心に集落が密集している。

### 河川
- 江合川

### 小字
岩出山池月の小字は以下の通りである。
- 上田
- 沖
- 小黒崎前
- 金田
- 新玉造
- 新根岸
- 堰下
- 橋裏
- 宝田
- 幡宮
- 上一栗
  - 愛宕
  - 天堤
  - 石川
  - 石川山
  - 泉森
  - 岩下
  - 大町
  - 遅ノ沢
  - 金沢
  - 久保沢
  - 久保前
  - 小深田
  - 下谷地
  - 下横縄
  - 菅生
  - 堰ノ上
  - 高築地
  - 竹ノ内
  - 舘裏
  - 坪ノ内
  - 天神北
  - 天神南
  - 堂田
  - 土橋
  - 根岸
  - 羽黒前
  - 畑中
  - 樋ノ口
  - 日渡
  - 三島
  - 宮境
  - 名生法山
  - 銘沢山
  - 守沢
  - 山口
  - 横縄
  - 神田
  - 幡宮
  - 橋裏
  - 堰下
- 上宮
  - 埋ケ森
  - 小黒崎
  - 小原
  - 庚田
  - 草井前
  - 沢田
  - 自口
  - 庄司舘
  - 高森
  - 舘下
  - 檀ノ原
  - 土屋ケ沢
  - 中沢
  - 西風
  - 根岸前
  - 八幡
  - 日旱
  - 松程
  - 宮下
  - 矢木下
  - 山口
  - 山神
  - 横山
  - 小黒崎前
- 下宮
  - 孝前
  - 下川原
  - 堰端
  - 苗代目
  - 白山
  - 町
  - 道合
  - 道下
  - 南川原
  - 銘沢東
  - 山
  - 山口前
  - 山下
  - 山田
  - 下宮上田
- 鵙目
  - 絵図沢
  - 川原
  - 小森
  - 小森山
  - 清水前
  - 舘下
  - 舘山
  - 羽黒下
  - 原東
  - 日影
  - 待井原
  - 待井東
  - 待井山
  - 山境

## 歴史
- 2006年（平成18年）3月31日 - 玉造郡岩出山町廃止に伴い、大崎市岩出山池月として成立。

## 交通

### 鉄道
- JR陸羽東線
  - 池月駅

### バス
- 大崎市コミュニティバス
  - 鳴子線[6]

### 道路
- 国道108号
- 国道457号
- 宮城県道226号岩出山宮崎線
- 宮城県道253号鳴子池月線

## 学区
域内の児童は大崎市立岩出山小学校・大崎市立岩出山中学校に進学する。

## 人口
2021年（令和3年）10月1日時点での人口は以下の通りである。
| 外国人男 | 外国人女 | 外国人世帯数 | 日本人男 | 日本人女 | 日本人世帯数 | 計      |
| -------- | -------- | ------------ | -------- | -------- | ------------ | ------- |
| 0人      | 6人      | 6世帯        | 635人    | 623人    | 529世帯      | 1,264人 |

## 施設
- 道の駅あ・ら・伊達な道の駅
- 池月郵便局